# James Vernon Smith

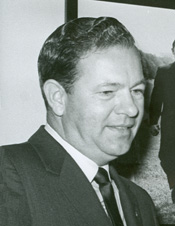
James Vernon Smith (1967)

James Vernon Smith (* 23. Juli 1926 in Oklahoma City, Oklahoma; † 23. Juni 1973 bei Chickasha, Oklahoma) war ein US-amerikanischer Politiker. Zwischen 1967 und 1969 vertrat er den sechsten Wahlbezirk des  Bundesstaates Oklahoma im US-Repräsentantenhaus.

## Werdegang
James Smith besuchte die öffentlichen Schulen seiner Heimat und danach das Oklahoma College of Liberal Arts in Chickasha. Anschließend wurde er in der Landwirtschaft, und hier besonders auf dem Gebiet der Viehzucht, tätig.  Politisch wurde er Mitglied der Republikanischen Partei. 1966 wurde Smith in das US-Repräsentantenhaus in Washington, D.C. gewählt, wo er am 3. Januar 1967 die Nachfolge von Jed Johnson junior von der Demokratischen Partei antrat. Da er bei den folgenden Wahlen im Jahr 1968 nicht bestätigt wurde, konnte Smith bis zum 3. Januar 1969 nur eine Legislaturperiode im Kongress absolvieren.
Nach dem Ende seiner Zeit im Repräsentantenhaus wurde Smith von US-Präsident Richard Nixon zum Leiter der Farmers Home Administration, einer Bundesbehörde, die sich mit den Problemen der Farmer befasst, ernannt. Dieses Amt übte er von 1969 bis 1973 aus. Bald nach seinem Ausscheiden aus diesem Amt starb James Smith bei einem Brand auf einem Getreidefeld auf seiner Farm nordwestlich von Chickasha.